# Шмаковське
Шма́ковське (рос. Шмаковское) — село у складі Ірбітського міського округу Свердловської області.
Населення — 124 особи (2010, 191 у 2002).
Національний склад населення станом на 2002 рік: росіяни — 97 %.